# 조명희 (1955년)
조명희(曺明姬, 1955년 9월 14일~)은 대한민국의 기업인, 정치인이다. 제21대 국회의원이다.

## 학력
- 대성초등학교 졸업
- 1966~1969: 성명여자중학교 졸업
- 1969~1972: 신명여자고등학교 졸업
- 1973~1977: 경북대학교 지리학 학사
- 1982~1984: 경북대학교 대학원 지리학 석사
- 1985~1990: 경북대학교 대학원 원격탐사 및 GIS 박사
- 1996~1998: 도카이 대학 대학원 원격탐사 및 GIS 박사

## 경력
- 2002.12~2004.12: 대구경북개발연구원 자문위원
- 2003.03~2010.05: 지오씨엔아이 대표이사
- 2003.06~2005.06: 산림청 임정평가위원
- 2003.08~2005.08: 대구광역시 재해영향평가심의위원회 위원
- 2003.09~2005.08: 대구광역시 지방건설기술심의위원회 위원
- 2003.10~2005.09: 국토지리정보원 측량심의회 위원
- 2003.12~2005.11: 대구광역시 건축위원회 위원
- 2004.02~2006.01: 대구광역시 공원위원회 위원
- 2004.02~2006.02: 대구광역시 지역정보화추진협의회 위원
- 2004.03~2006.03: 대구광역시 하수도자문위원회 위원
- 2004.04~2006.03: 산업자원부 기술표준원 산업표준심의위원회 위원
- 2005.02~2007.02: 대구광역시 교통영향심의위원회 위원
- 2005.06~2005.12: 과학기술부 미래국가유망기술위원회 위원
- 2005.09~2007.08: 한국여성벤처협회 이사
- 2006.01~2008.12: 건설교통부 책임운영기관운영심의위원회 위원
- 2006.06~2008.05: 한국과학문화재단 과학기술앰배서더
- 2006.07~2007.03: IT여성기업인협회 이사
- 2006.08~2007.07: 한국토지공사 국토도시연구원 연구자문위원
- 2006.12~2008.11: 과학기술부 우주개발진흥실무위원회 위원
- 2007.02~2009.02: 산림청 산림과학기술위원회 위원
- 2007.04~2009.03: 과학기술부 위성항법정책소위원회 위원
- 2007.11~2009.11: 과학기술부 위성정보활용촉진위원회 위원
- 2008.01~2009.12: 경상북도 농어업자유무역협정대책 특별위원회 위원
- 2008.01~2009.12: 소방방재청 사전재해영양성검토위원회 위원
- 2008.01~2010.12: Asia GIS 학회 회장
- 2008.04~2010.04: 국토해양부 중앙하천관리심의위원회 위원
- 2009.01~2009.12: TBC 대구방송 시청자위원회 위원
- 2009.02~2010.12: 한국수자원공사 일반기술심의위원회 위원
- 2009.06~2011.06: 경상북도 새경북위원회 위원
- 2009.07~2013.03: 경상북도 새경북위원회 위원
- 2010.02~2013.06: 대구광역시 규제개혁위원회 위원
- 2011.01~2013.10: 행정안전부 중앙도로명주소위원회 위원
- 2011.04~2013.04: 국가과학기술위원회 거대공공전문위원회 위원
- 2011.04: 국가과학기술위원회 전문위원회 항공우주분야 전문위원
- 2011.08~2013.07: 과학기술부 다목적실용위성개발사업 추진위원회 위원
- 2011.12~2013.12: 국립환경과학원 지구환경위성 추진위원회 위원
- 2012.03~2014.03: 경상북도 공직자윤리위원회 위원
- 2012.05~2014.05: 국토해양부 중앙하천관리위원회 위원
- 2012.07~2014.06: 국립환경과학원 환경탑재체개발위원회 위원
- 2013.01~2013.12: KBS대구방송총국 시청자위원회 위원
- 2013.03 : 경북대학교 과학기술대학 융복합시스템공학부 학부장, 교수
- 2013.03~2013.12: 문화엑스포 인사위원회 인사위원
- 2013.04~2015.04: 국가과학기술심의회 거대공공전문위원회 위원
- 2013.05~2015.05: 국토교통부 미래기술위원회 위원
- 2013.07~2015.06: 미래창조과학부 위성정보활용촉진위원회 위원
- 2013.10~2015.09: 대통령 소속 국가우주위원회 위원
- 2013.11~2015.10: 해양수산부 공공데이터 개방 자문위원
- 2014.01~2014.12: 경상북도 녹색성장위원회 위원
- 2014.01~2015.12: 대구경북여성과학기술인회 이사
- 2015.02~2017.07: 미래창조과학부 차세대중형위성 개발사업추진위원회 위원
- 2020.06~2020.09: 미래통합당 미래산업 일자리 특별위원회 위원장
- 2020.09: 국민의힘 미래산업 일자리 특별위원회 위원장
- 2020.10: 국민의힘 수해대책특별위원회 위원
- 2020.10: 국민의힘 약자와의 동행 위원회 정책동행분과 위원
- 2021.05~2022.04: 국민의힘 원내부대표
- 2021.05: 국민의힘 가상자산(암호화폐) 특별위원회 위원
- 2021.06: 국민의힘 코로나 백신 문제 해결을 위한 태스크 포스 위원
- 2021.06: 국민의힘 문정부 탈원전 정책에 따른 피해 및 환경 파괴 대책 특별위원회 위원
- 2021.08~2021.09: 국민의힘 최재형 제20대 대통령 선거 예비후보 열린캠프 총괄본부 미래기술산업일자리총괄본부장
- 2021.12~2022.01: 국민의힘 선거대책위원회 정책총괄본부 민생회복정책추진단 ICT융합정책추진 본부장
- 2021.12~2022.01: 국민의힘 살리는 선거대책위원회 직능총괄본부 우주과학지원본부 본부장
- 2022.01~2022.03: 국민의힘 제20대 대통령선거 정책본부 민생회복정책추진단 ICT융합정책추진 본부장
- 2022.06: 국민의힘 반도체산업 경쟁력 강화 특별위원회 위원
- 2022.08~2024.04: 국민의힘 디지털자산특별위원회 부위원장
- 2023.10: 국민의힘 지역 필수 의료 혁신 태스크포스 위원
- 2023.04~2024.05: 국민의힘 원내부대표
- 2023.10~2024.05: 대한적십자사 전국대의원총회 대의원

#### 의정 활동
- 2020.05~2024.05: 제21대 국회의원(비례대표, 미래한국당→미래통합당→국민의힘)
  - 2020.07~2020.11: 제21대 국회 전반기 과학기술정보방송통신위원회 위원
  - 2020.07~2024.05: 국회 ICT융합포럼 공동대표의원
  - 2020.07~2024.05: 국회 문화유산회복포럼 구성의원
  - 2020.08~2024.05: 국회 국토공간정보정책포럼 대표의원
  - 2020.09~2022.09: 국회 정각회 수석간사
  - 2020.11~2021.08: 제21대 국회 전반기 보건복지위원회 위원
  - 2021.08~2022.01: 제21대 국회 전반기 국방위원회 위원
  - 2021.10~2021.10: 제21대 국회 감사원장(최재해) 임명동의에 관한 인사청문특별위원회 위원
  - 2022.01~2022.05: 제21대 국회 전반기 교육위원회 위원
  - 2022.07~2022.08: 제21대 국회 후반기 국토교통위원회 위원
    - 제21대 국회 후반기 국토교통위원회 예산결산기금심사소위원회 위원
    - 제21대 국회 후반기 국토교통위원회 청원심사소위원회 위원

  - 2022.09~2024.05: 제21대 국회 후반기 보건복지위원회 위원
  - 2023.02~2024.05: 제21대 국회 기후위기 특별위원회 위원
  - 2023.04~2024.05: 제21대 국회 후반기 국회운영위원회 위원
    - 제21대 국회 후반기 국회운영위원회 청원심사소위원회 위원

## 역대 선거 결과
|  | 33.50% |

|  | 33.84% |

## 같이 보기
- 대한민국 제21대 국회의원 선거 미래한국당 후보 목록#비례대표